# ميشيل كورشين
ميشيل كورشين (أو ميشال كورشيسن) (بالفرنسية: Michelle Courchesne)‏ [مواليد تروا ريفيير، كيبك في 6 مايو 1953

] سياسية كندية، عضو في حزب كيبك الليبرالي وعضو في المجلس القومي عن منطقة فابر في مدينة لافال، وهي أيضاً الوزيرة المسؤولة عن إقليم لافال ووزيرة التربية ونائبة رئيس الوزراء في كيبك. تحمل إجازة في علم الاجتماع ودرجة ماجستير في التخطيط العمراني من جامعة مونتريال.